# Nest ferch Rhys
Nest ferch Rhys (* um 1085, † nach 1136), genannt Helen of Wales, deutsch: Nest, Tochter des Rhys, in neueren Quellen auch Nesta, war eine für ihre Schönheit bekannte walisische Prinzessin von Deheubarth.

## Leben
Sie war die Tochter des Fürsten Rhys ap Tewdwr (oder Rhys ap Tudor Mawr) und der Gwladus ferch Rhiwallon; somit gehörte sie dem Haus Gwynedd an.
Nach dem Tod ihres Vaters 1093 wurde Deheubarth von den Normannen unter König Heinrich I. erobert, der sich zu ihrem Beschützer machte und ein Verhältnis mit ihr begann. Die beiden hatten mindestens einen Sohn, Henry FitzRoy, der 1157 bei einem Angriff auf das Nordwalisische Königreich Gwynedd ums Leben kam. Weiter findet sich im Compendium of Irish Biography die Behauptung, Nest sei ebenso die Mutter von Robert, 1. Earl of Gloucester gewesen, der später  Mabel, Tochter und Erbin des Sir Robert FitzAymon, heiratete, das walisische Glamorgan (oder Morgannwg) eroberte und in der englischen Anarchie eine wichtige Rolle spielte. Andere Quellen sprechen aber von einer Adligen aus Oxfordshire als Roberts Mutter, womit Nest nicht infrage käme.
Etwa 1095 entschied Heinrich, sie mit einem seiner Ritter zu verheiraten, Gerald, Kastellan von Windsor, den er zum Constable von Pembroke ernannte.
Nest und Gerald hatten fünf Kinder:
1. William FitzGerald († 1173), Vater von Raymond FitzGerald
2. Maurice FitzGerald, Lord of Llansteffan († 1. September 1176).
3. David FitzGerald, Archidiakon von Cardigan und Bischof von St Davids.
4. Angharad de Windsor, die William de Barry heiratete.
5. Eine Tochter (möglicherweise Gwladus), die Mutter von Milo de Cogan.

Weihnachten 1109 wurden Nest und Gerald von ihrem Vetter, Owain ap Cadwgan, Sohn von Cadwgan ap Bleddyn, Fürst von Powys, besucht. Owain war von Nests Schönheit so angetan, dass er mit fünfzehn seiner Begleiter die Burg Cenarth Bychan (vermutlich Cilgerran Castle, vielleicht auch Carew Castle) angriff und Nest und ihre Kinder entführte. Die Kinder wurden später zu Gerald zurückgeschickt. Dieser Entführung und der nachfolgenden militärischen Auseinandersetzung verdankt sie ihren Beinamen „Helen of Wales“.
Nest brachte zwei Söhne von Owain zur Welt, Llywelyn und Einion, bevor sie zu ihrem Ehemann zurückgebracht wurde. Nach Geralds Tod verheiratete ihr Sohn William sie mit Stephen, dem Constable von Cardigan Castle, von dem sie einen weiteren Sohn bekam, Robert FitzStephen, der ebenfalls an den Kämpfen beteiligt war, bei denen sein ältester Bruder Henry sein Leben ließ. Er starb 1182.

## Belletristik
- Sabrina Qunaj: Die Tochter des letzten Königs. Goldmann Verlag, Juni 2014, ISBN 978-3-442-47988-7.
- Sabrina Qunaj: Das Blut der Rebellin. Goldmann Verlag, April 2015, ISBN 978-3-442-47989-4.